# Wdowinów
Wdowinów – osada leśna (dawniej gajówka) w Polsce położona w województwie łódzkim, w powiecie piotrkowskim, w gminie Sulejów.
Osada leśna Wdowinów jest położona na skraju miejscowości Bilska Wola.
W latach 1975–1998 miejscowość należała administracyjnie do województwa piotrkowskiego.